# Jorge Robledo Oliver
Jorge Robledo Oliver (Iquique, 14 de abril de 1926-Viña del Mar, 1 de abril de 1989), conocido en Inglaterra como George Robledo, fue un futbolista chileno, el más destacado en los años 1950. Jugaba de delantero y era hermano del también futbolista Eduardo Robledo.
Jugó en Inglaterra, donde obtuvo dos títulos con el Newcastle United; allí Robledo finalizó la temporada 1951-52 como máximo goleador de la Football League First Division con 32 goles en 33 partidos, y 39 goles en todas las competiciones. En 1953 fue vendido a Colo-Colo, donde Robledo terminó como goleador de Chile en 1953 y 1954 (con 26 y 25 goles respectivamente). Robledo tuvo un papel importante en los títulos conseguidos por Colo-Colo en los años 1953 y 1956, los subcampeonatos de 1954 y 1955 y la Copa Chile de 1958.

## Trayectoria
Robledo nació en Iquique. Era hijo de madre inglesa y de padre chileno. Emigró con su familia a la edad de 5 años hacia Inglaterra donde obtuvo la nacionalidad inglesa. Pronto comenzó a jugar a fútbol en el Huddersfield Town A.F.C., combinando su papel de futbolista a tiempo parcial con el oficio de minero de carbón. Fue adquirido por dirigentes del Barnsley F.C. en 1946, club de la Segunda División Inglesa donde comenzó a jugar a fútbol profesionalmente.
Después de jugar tres temporadas por el Barnsley un 27 de enero de 1949, fue adquirido por el poderoso Newcastle United, por la suma de £26.500. La compra también incluía a su hermano Eduardo; Newcastle estaba sólo interesado en George, pero él se negó a traspasarse sin la compañía de su hermano.
El debut de Robledo con la camiseta del Newcastle fue una victoria de 2-0 frente al Charlton Athletic un 5 de febrero de 1949. Su primer gol vino un mes después en el clásico local frente al Sunderland A.F.C. en St James' Park, donde el Newcastle ganaría 2-1. Robledo marcaría 5 goles más en los últimos 12 partidos de la temporada. 
En la siguiente temporada, Robledo marcó 11 veces y fue el primer sudamericano en llegar a una final de la FA Cup, cuando el Newcastle derrotó al Blackpool F.C. por 2-0, coronándose campeón de esa copa. Robledo finalizó la temporada 1951-52 como máximo goleador de la Football League First Division con 32 goles en 33 partidos (siendo así el primer nativo no británico ni irlandés, pese a tener doble nacionalidad, en lograr el máximo número de goles en una temporada de Liga), y 39 goles en todas las competiciones. Robledo finalizó la temporada marcando el gol con el cual el Newcastle derrotó al Arsenal F.C. en la final de la FA Cup, ayudando a que el Newcastle fuese campeón dos veces consecutivas. La portada del álbum Walls and Bridges de John Lennon, es precisamente un dibujo de aquel gol que Lennon dibujó en 1952, a los 11 años de edad.
En la temporada 1952-53 Robledo marcó 18 veces, llevando su récord personal de goles con el Newcastle a 91, y de goles marcados en la liga a 82 (haciéndolo el máximo anotador no británico ni de Irlanda en la liga, un récord que se fue roto casi medio siglo más tarde por Dwight Yorke).
Al final de esa temporada, su hermano Ted fue vendido a Colo-Colo y George pronto lo siguió (Colo-Colo le pagó £25.000 al Newcastle United por sus servicios). En el primer partido jugado por Robledo en Chile, el 31 de mayo de 1953, anotó dos goles en la victoria de 4-0 de Colo-Colo frente a Ferrobádminton con 40.000 personas en las tribunas.
Robledo terminó como goleador de Chile en 1953 y 1954 (con 26 y 25 goles respectivamente). Robledo tuvo un papel importante en los títulos conseguidos por Colo-Colo en los años 1953 y 1956, los subcampeonatos de 1954 y 1955 y la Copa Chile de 1958.
A Robledo se le acusó de haberse "chilenizado" y que había dejado de ser la gran figura del año 1953. En el año 1958 rechazó una oferta de Colo-Colo y Robledo abandonó el club, siendo castigado un año sin jugar. En 1960 termina su carrera en el O'Higgins de Rancagua.
En Rancagua ocupó un cargo como ingeniero civil en la mina El Teniente. Luego se trasladó a Viña del Mar para ser director deportivo e inspector del colegio Saint Peter's School de Viña del Mar. Falleció en esa ciudad el 1 de abril de 1989 de un ataque cardíaco.
Sus restos mortales descansan, desde el 4 de abril de 1989, en el Mausoleo de los Viejos Cracks de Colo-Colo.

## Homenajes a su figura
- A las cuatro de la tarde del 11 de septiembre de 2002, en la ciudad de Newcastle upon Tyne, en el hall principal del St. James's Park, estadio del Newcastle United F.C., el ministro Secretario General de Gobierno de Chile, Sr. Heraldo Muñoz y el mediocampista Clarence Acuña develaban una placa conmemorativa en homenaje a las hazañas deportivas de uno de los jugadores destacados en la historia de Newcastle, George Robledo. La placa quedó ubicada en la entrada principal del St. James's Park, en dicho distintivo se puede leer lo siguiente: "George Oliver Robledo (1926-1989) A Chilean Legend at Newcastle United F.C." ("Jorge Robledo (1926-1989) Una leyenda chilena en el Newcastle United F.C.").

- En Maipú y La Florida, ambas comunas de Santiago, existe una calle que lleva el nombre Jorge Robledo, en reconocimiento a su trayectoria deportiva.

- El artista John Lennon era un fanático hincha de Jorge Robledo y del club Newcastle United. En 1952, Lennon siendo un niño dibujó el gol que Robledo le hizo al Arsenal FC en la final de la FA Cup. Posteriormente y ya mayor en 1974, incluyó dicho dibujo como portada del disco Walls and Bridges a modo de homenaje a su club y Jorge Robledo, goleador y estrella de aquel equipo.[5][6][7][8]
- Durante el entretiempo de final de la FA Cup 2021-22 se realizó un homenaje a las 15 figuras históricas del trofeo, siendo Robledo uno de los elegidos. Fue es el primer jugador latinoamericano en disputar una final, marcar en la definición y ganar la FA Cup. En el homenaje, fue representado por su hija Elizabeth.[9][10]

## Selección nacional

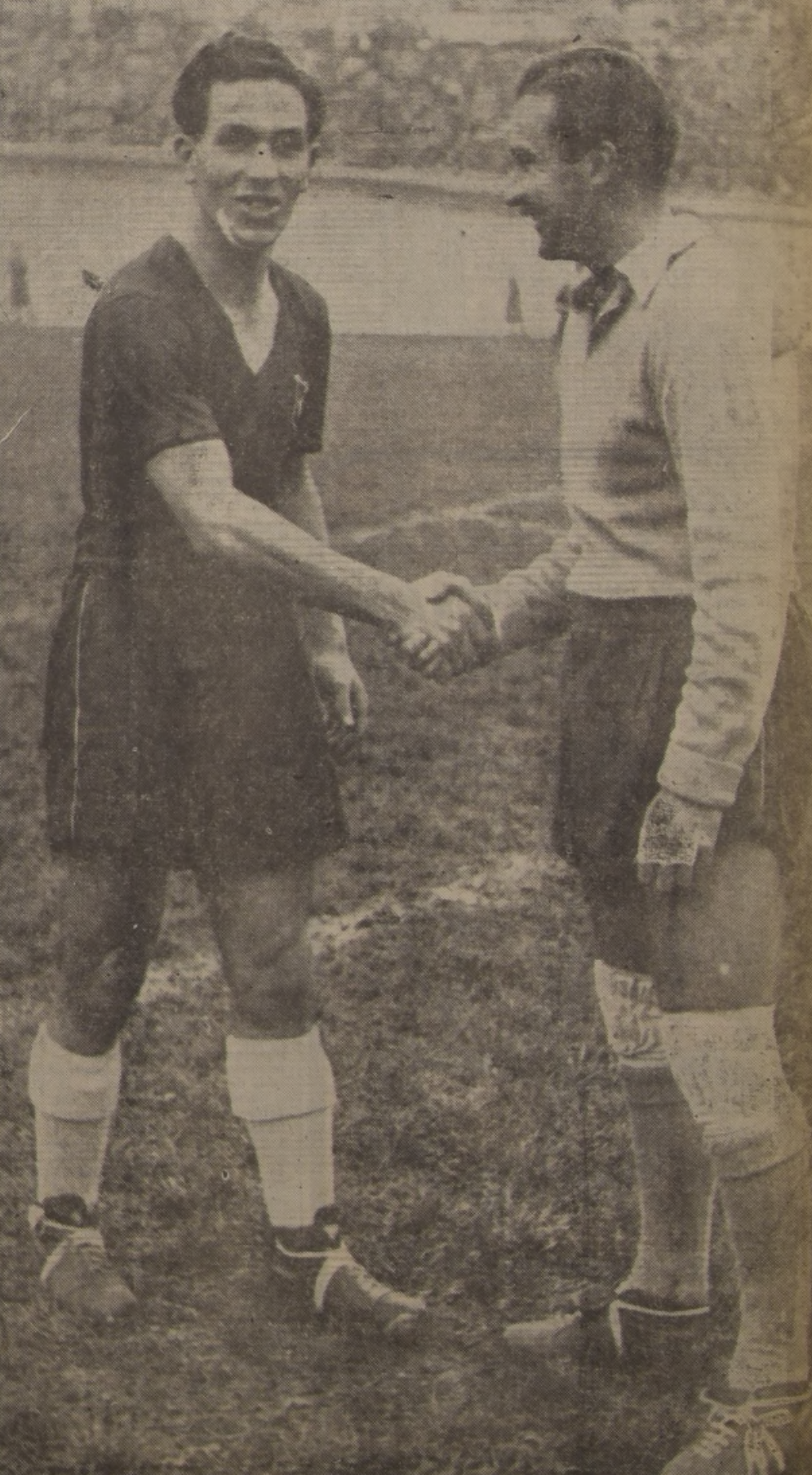
Saludo entre Jorge Robledo y Sergio Livingstone en el triunfo 3:2 de Universidad Católica sobre la Selección chilena en 1950.

Apenas se supo de la existencia de Robledo en Chile, fue convocado a participar de la selección nacional de fútbol de Chile a pesar del hecho que en este entonces no hablaba castellano. Participó en la Copa Mundial de Fútbol de 1950, donde anotó un gol en la victoria de Chile por 5-2 a Estados Unidos. Jugó por la selección 31 partidos hasta 1957, anotando un total de 8 goles.

### Participaciones en Copas del Mundo
| Mundial                        | Sede   | Resultado    |
| ------------------------------ | ------ | ------------ |
| Copa Mundial de Fútbol de 1950 | Brasil | Primera fase |

### Participaciones en Campeonatos Sudamericanos
| Mundial                      | Sede  | Resultado    | Partidos | Goles |
| ---------------------------- | ----- | ------------ | -------- | ----- |
| Campeonato Sudamericano 1955 | Chile | Subcampeón   | 5        | 3     |
| Campeonato Sudamericano 1957 | Perú  | Quinto lugar | 6        | 0     |

## Clubes
| Equipo                      | Temporadas | Partidos | Goles | Promedio |
| --------------------------- | ---------- | -------- | ----- | -------- |
| Barnsley F.C. Inglaterra    | 1946-1948  | 111      | 29    | 0.26     |
| Newcastle United Inglaterra | 1948-1953  | 166      | 91    | 0.55     |
| Colo-Colo · Chile           | 1953-1958  | 154      | 96    | 0.62     |
| O'Higgins · Chile           | 1960       | 21       | 6     | 0.29     |
| Total                       | Total      | 452      | 222   | 0.49     |

## Palmarés

### Torneos nacionales
| Título           | Club             | País       | Año     |
| ---------------- | ---------------- | ---------- | ------- |
| FA Cup           | Newcastle United | Inglaterra | 1950-51 |
| FA Cup           | Newcastle United | Inglaterra | 1951-52 |
| Primera División | Colo-Colo        | Chile      | 1953    |
| Primera División | Colo-Colo        | Chile      | 1956    |
| Copa Chile       | Colo-Colo        | Chile      | 1958    |

### Distinciones individuales
| Distinción                             | Año     |
| -------------------------------------- | ------- |
| Goleador de la liga inglesa (33 goles) | 1951-52 |
| Goleador de la liga chilena (26 goles) | 1953    |
| Goleador de la liga chilena (25 goles) | 1954    |
| Ciudadano destacado de Iquique         | 2021    |